# Kaoru Nagadome
Kaoru Nagadome (永留 かおる Nagadome Kaoru?,  nacida el 7 de mayo de 1973) es una exfutbolista japonesa que jugaba como defensa.
Nagadome jugó 4 veces para la selección femenina de fútbol de Japón entre 1997 y 1999. Nagadome fue elegida para integrar la selección nacional de Japón para los Copa Mundial Femenina de Fútbol de 1999.

## Trayectoria

### Clubes
| Club                  | País  | Año  |
| --------------------- | ----- | ---- |
| Prima Ham FC Kunoichi | Japón | ???? |

### Selección nacional
| Selección | País  | Año         |
| --------- | ----- | ----------- |
| Absoluta  | Japón | 1997 - 1999 |

## Estadística de equipo nacional
| Selección femenina de fútbol de Japón | Selección femenina de fútbol de Japón | Selección femenina de fútbol de Japón |
| Año                                   | Partidos                              | Goles                                 |
| ------------------------------------- | ------------------------------------- | ------------------------------------- |
| 1997                                  | 1                                     | 0                                     |
| 1998                                  | 0                                     | 0                                     |
| 1999                                  | 3                                     | 0                                     |
| Total                                 | 4                                     | 0                                     |